# جزيرة مقاصر
جزيرة مقاصر جزيرة تقع بشمال السودان وتحديدا شمال مدينة دنقلا، عاصمة الولاية الشمالية، بحوالي 6 كيلومترات على مساحة طولية تقدر بحوالي 13 كيلومتر وعرض 6 كيلومتر بعد أن كان عرضها ما يزيد عن 8 كيلو في أعرض نقطة وتقلصت هذه المساحة بفعل الظاهرة الطبيعية المسماة هدام النيل في ستينيات وسبعينيات القرن الماضي، لكن لا تزال إحدى أكبر الجزر على نهر النيل وإحدى أكثر الجزر السودانية اكتظاظا بالسكان. يتحدث سكانها اللغة النوبية «انداندي» (والتي تعني الملكية والنسب) وبلهجتها الدنقلاوية أو كما تُعرف في السودان بالرُطانَة، ويصنف أكثر سكان الجزيرة أنفسهم ك«دناقلة» ونوبيين.
وتتبع جزيرة مقاصر إداريا لمحلية شرق النيل وتحدها من الشرق منطقة السليم الزراعية على طول امتدادها بالإضافة إلى قرية اقدي في قبالة أقصى شمالها ومن الغرب نهاية منطقة أقجا التي تقابل رأس الجزيرة الجنوبي المعروف بـمنطقة (كونج وهي أراضي زراعية ممتدة) ثم مراغة وكابتود وجرادة وأخيراً حي شالوت الذي يقابل رأس الجزيرة من الناحية الشمالية والمعروف باسم (كوبا وهو أيضاً سهل زراعي).

## التسمية
مقاصر مفردها مقصورة وتعني الدار الواسعة المحصنة وهي أيضاً أصول الشجر هذا هو المعنى في اللغة العربية. أما التسمية أتت من ماق أسر (ⲙⲁ̄ⲅ ⲉⲥⲥⲓ̄ⲣ) باللغة النوبية وتعني المرتفع عن مستوى المياه. والمقصود هنا مياه النيل مرتفعة المستوى عن شواطئ الجزيرة.

## السكان
يقطن الجزيرة حوالي حوالي 25000 نسمة مقسم تعدادهم إلى عدة أحياء صغيرة منها حي جلابكي واب زقاي والغربية والساب.

## التاريخ
كانت مقاصر في ماضيها مملكة ويستدل من معالم الأبنية القديمة بالجزيرة على مؤشرات للعهد المسيحي وغيرها فبالإضافة إلى مباني تدل على وجود كنائس وجدت كتب أثرية فيها عبارات من الإنجيل باللغة النوبية القديمة «انداندي». وقد كانت الجزيرة تُدار إبان العهد العثماني عن طريق زعامات محلية وكان الملك سالم أول ملوكها وهو جد آل كرار الذين سكنوا غرب جزيرة مقاصر فترة من الزمان وقد عرفوا واشتهروا «بالنفيعاب». إنتقل الحكم من بعدهم إلى الملك كرار من عائلة كرم الله وقد تلاه الملك بشير كرم الله ثم الملك عبد الكريم، آخر الملوك والذي انتهى بعده نظام الحكم الملكي وواقع بداية ظهور نظام العمودية مع استعمار الإنجليز للسودان سنة 1899م وكان العمدة إبراهيم عبد الرحمن العوضة أول من استلم وتقلد المنصب بينما تقلد الشيخ الحاج زين العابدين أحمد عبد الرحمن منصب كاتب العمودية وتلاه الشيخ محمد علي بشير. أما أوائل الشيوخ في الجزيرة فكانوا: طه إبراهيم عبدالرحمان العوضة؛ نجل العمدة إبراهيم عبد الرحمن العوضة، بشير البشراب، عثمان محمد أحمد، عوض عثمان وحسن عثمان البشراب، عبد الجليل إبراهيم ونجله سر الختم.
أما العمد في عصر الاستعمار الإنجليزي فكانوا: العمدة إبراهيم عبدالرحمن العوضة ثم ابنه طه إبراهيم العوضة وأخيراً العمدة خضر طه العوضة الذي انتهى في عهده نظام العمودية بعد قيام ثورة مايو عام 1969م واستقلال السودان وبداية نظام جديد تحت مسمى المجالس الشعبية ومن أوائل رؤساء هذه المجالس في مقاصر كانوا: إبراهيم عباس وحمد هارون.
و من ناحية التعليم والحراك الاجتماعي، أحمد عز الدين الكريمي، أول مدير للتعليم بالمنطقة، وخضر طه العوضة، أول رئيس للمشروع الزراعي عام 1952م كان لهما دور مهم في نشر ثقافة التعليم مما ساهم في محو الأمية.
كما عرفت مقاصر سابقاً بجزيرة العلم والقرآن بعدما قلت نسبة الأمية وانتشرت خلاوي القرآن فيها ومن أبرز خلاويها خلوة الشيخ سليمان عبد الحميد والشيخ أحمد سوركتي الذي كان يقوم بتدريس العلوم الشرعية بالأراضي المقدسة ومن ثم أندونيسيا.
و من أبرز شخصيات جزيرة مقاصر الأخرى محمد أحمد سملتود (1914-1992م) أحد روّاد الحركة التعاونية بالسودان، والشيخ محمد إبراهيم جوي الذي أسس خلوة قرآنية بحي العباسية بأمدرمان وتتلمذ على يده من أبناء الجزيرة مرتضى إبراهيم وزير الري سابقا. ومن أبناء مقاصر أيضا يوسف طه مدير إدارة النشر التربوي ومدير عام صحيفة الصحافة وأبو القاسم محمد بدري أول صاحب دار نشر بالسودان.
و تشتهر جزيرة مقاصر بالشعراء فمن أشهر أبناء الجزيرة الشاعر توفيق صالح جبريل والشاعر محمد سعيد العباسي والشاعر التجاني يوسف بشير.

## حرفة الزراعة
الحرفة الرئيسة للأهالي بالمنطقة هي الزراعة التي ساعد المشروع الزراعي بإشراف خضر طه العوضة على تنميتها بالإضافة إلى الموظفين في القطاع الحكومي والعاملين بالتجارة. ولقربها من مدينة دنقلا طغا على الجزيرة روح العصر إذ أن الكثير من سكانها يعملون كموظفين في مدينة دنقلا الآن.

## المعالم
تحتوي الجزيرة على الكثير من المعالم الأثرية المعروفة أشهرها عوض نقصر ومسجد وخلوة الشيخ سليمان عبد الحميد ومسجد وخلوة الشيخ حمد أرباب الأقدم على الإطلاق وهما يقعان بحي الساب ومسجد وخلاوي الشيخ هارون بالغربية.